# Karl Ruth
Karl „Charly“ Ruth (geb. 27. September 1907 in Steinheim am Main; gest. nach 1973) war ein deutscher Ingenieur und politisch Verfolgter in der Zeit des Nationalsozialismus.

## Emigration, Haft und Wirken in Bayreuth
Der Kommunist Ruth emigrierte 1933 in die Niederlande, wo er als Ingenieur bei den Fokkerwerken in Amsterdam arbeitete. Er unternahm mehrere Geschäftsreisen nach Moskau und wurde später technischer Berater der militärischen und zivilen Luftfahrt Belgiens. Im Spanischen Bürgerkrieg unterstützte er als Pilot von Transportflugzeugen die republikanische Seite.
Das Reichssicherheitshauptamt schrieb ihn 1939 in der Sonderfahndungsliste West mit folgenden Angaben zur Fahndung aus: „Ruth, Karl, * 27. April 1907 in Klein-Steinheim, Ingenieur, wohnhaft in Antwerpen, zuständig Dienststelle II A 4 des Gestapoamtes in Berlin“.
Am 28. Mai 1940 (die Wehrmacht hatte am 10. Mai 1940 den Westfeldzug begonnen und bald die Benelux-Staaten besetzt) wurde er von der deutschen Staatspolizei im belgischen Brügge verhaftet. Bis April 1945 saß er im Gefängnis, zunächst in Berlin, ab Mitte Februar 1945 in der Haftanstalt St. Georgen in Bayreuth. Im Wirrwarr nach den Bombenangriffen auf die Stadt gelang es ihm, aus dem Zuchthaus zu entkommen und sich zu US-Truppen durchzuschlagen. Die Stadt Bayreuth verdankt Karl Ruth, dass sie am 14. April 1945 von den US-Amerikanern nicht weiter zerstört, sondern weitgehend kampflos eingenommen wurde. Lediglich die Zirkelbauten und der Sonnentempel des Neuen Schlosses im Park Eremitage fielen noch einem Jagdbomberangriff zum Opfer.

## Die Bayreuther Köpenickiade
Gegenüber den US-Militärs hatte sich „Charly“ Ruth als unschuldig inhaftierter belgischer Offizier ausgegeben. Als Ersatz für die Häftlingskleidung erhielt er von ihnen eine US-amerikanische Uniform ohne Rangabzeichen. Im Handumdrehen gewann er Einfluss auf das Schicksal der Stadt. Der Bayreuther Kommunalpolitiker Bernd Mayer bezeichnete ihn als den „schillernden Friedensengel aus Sankt Georgen“.
In einem Jeep mit Begleitmannschaft wurde er zurück in die Stadt geschickt. Als erste „Amtshandlung“ ordnete er am Vormittag des 14. April 1945 eigenmächtig die Freilassung aller etwa 2000 Gefangenen, darunter der spätere Bundestagspräsident Eugen Gerstenmaier und Ewald Naujoks, aus dem Bayreuther Zuchthaus an. Die dort inhaftierten politischen Häftlinge sollten angesichts der nahenden US-Truppen an diesem Tag erschossen werden.
Anschließend suchte er den NS-Oberbürgermeister und SS-Standartenführer Friedrich Kempfler (später CSU) auf und beorderte ihn in das Dorf Cottenbach, wo der Kommandeur der US-Truppen die beiden erwartete. Den Deutschen wurde klargemacht, es sei „genügend Artillerie aufgefahren, um die Stadt in Grund und Boden zu schießen“.
Kempfler hatte jedoch keine Kommandogewalt über die Truppe, er konnte lediglich der Bayreuther Polizei Weisungen erteilen. Die Verhandlungen mit dem Ziel einer kampflosen Übergabe wurden von General August Hagl im Ortsteil Sankt Johannis torpediert. Das Gespräch Ruths – der von den Deutschen für einen US-Soldaten gehalten wurde – und Kempflers mit Hagl blieb ohne den erhofften Erfolg. Zwar hatte am Siegesturm, bald nach 9 Uhr, Leutnant Erich Braun mit etwa 150 Mann kapituliert, doch General Hagl auf der gegenüberliegenden Seite der Stadt wollte nicht aufgeben. Dennoch gelang es Ruth und Kempfler, die Amerikaner von einem neuerlichen Luftbombardement abzubringen. Nachdem diese das Quartier des uneinsichtigen Befehlshabers zu kennen glaubten, beschränkten sie sich auf einen konzentrierten Jagdbomberangriff, verstärkt durch Artillerie. So wurden in letzter Minute in der Eremitage die Orangerie und der Sonnentempel unnötigerweise zerstört. Tatsächlich hatte sich Hagls letzter Gefechtsstand in einem Keller unweit der Kirche von Sankt Johannis befunden.

## Internierungshaft und Rückkehr nach Belgien
Ein paar Wochen lang war „Charly“ Ruth, der von den Bayreuthern Captain genannt wurde, für die US-Truppen ein nützlicher Mann. Sie nahmen ihn auch in umliegende Städte mit, als Parlamentär sogar bis nach Eger. Dann, wenige Wochen nach Kriegsende, wurde er wieder verhaftet. Die US-Amerikaner holten den „falschen Offizier“ mit aufgepflanzten Bajonetten in seiner Wohnung ab und steckten ihn wieder in sein altes Quartier: die nahegelegene Strafanstalt Bayreuth Sankt Georgen. Er hatte die Autorität, zu der ihm die geliehene US-Uniform verholfen hatte, mehrfach „missbraucht“ und zum Beispiel dem örtlichen Krankenhaus zu einem Notstromaggregat verholfen. 
Später kehrte er nach Belgien zurück. Aus Karl Charly wurde Charles Ruth, der bei der Rückführung belgischer Gefangener half.

## Belege
1. ↑  Werner Meyer: Götterdämmerung – April 1945 in Bayreuth. R. S. Schulz, Percha am Starnberger See 1975, S. 206.
2. ↑  Sonderfahndungsliste West, CEGES-SOMA Brüssel, Bestand AA 1835, S. 260, Nr. 704.
3. ↑  Rainer Trübsbach: Geschichte der Stadt Bayreuth. Druckhaus Bayreuth, Bayreuth 1993, S. 332.
4. ↑  Rainer Trübsbach: Geschichte der Stadt Bayreuth. Druckhaus Bayreuth Verlagsgesellschaft, Bayreuth 1993, ISBN 3-922808-35-2, S. 332.
5. ↑  Werner Meyer: Götterdämmerung – April 1945 in Bayreuth. R. S. Schulz, Percha am Starnberger See 1975, S. 133.
6. ↑  Helmut Paulus: Die schauerlichen Pläne der NS-Justiz. In: Heimatkurier – das historische Magazin des Nordbayerischen Kuriers, Heft 2/2005.
7. ↑  Werner Meyer: Götterdämmerung – April 1945 in Bayreuth. R. S. Schulz, Percha am Starnberger See 1975, S. 144.
8. 1 2  Bernd Mayer, Helmut Paulus: Eine Stadt wird entnazifiziert, S. 14.

| Personendaten    | Personendaten                                                    |
| ---------------- | ---------------------------------------------------------------- |
| NAME             | Ruth, Karl                                                       |
| ALTERNATIVNAMEN  | Ruth, Charly                                                     |
| KURZBESCHREIBUNG | deutscher Widerstandskämpfer in der Zeit des Nationalsozialismus |
| GEBURTSDATUM     | 27. September 1907                                               |
| GEBURTSORT       | Steinheim am Main                                                |
| STERBEDATUM      | nach 1973                                                        |